# Котласький пересильно-перевалочний пункт ГУЛАГу
Котласький пересильно-перевалочний пункт ГУЛАГу (рос. КОТЛАССКИЙ ПЕРЕСЫЛЬНО-ПЕРЕВАЛОЧНЫЙ ПУНКТ ГУЛАГА, Котласская пересыльно-перевалочная база ГУЛАГа, Котласский пересыльный пункт, Котласский перпункт) — підрозділ, що діяв в структурі Головного управління виправно-трудових таборів СРСР (ГУЛАГ).
Організований 05.03.32;

закритий 31.07.32 (переданий в Ухтинсько-Печорський ВТТ);

знову організований 09.05.38;

остаточно закритий 14.05.40.

## Підпорядкування і дислокація
- ГУЛАГ з 05.03.32;
- ОГПУ з 31.07.32;
- ГУЛАГ з 09.05.38.

Дислокація: Архангельська область, м.Котлас

## Виконувані роботи
- зберігання вантажів та їх транспортування в табори Комі АРСР,
- перевідправка етапів з/к

## Чисельність з/к
- 01.10.38 — 3801,
- 01.01.40 — 1164